# Hannelore Basler
Hannelore Basler (* 1936 in Ulm) ist eine ehemalige  deutsche alpine Rennläuferin der 1950er-Jahre.
1957 wurde sie Deutsche Meisterin im Riesenslalom und in der Kombination. Diesen Erfolg konnte sie 1958 noch übertreffen, als sie in Rottach-Egern (ab 27. Februar) in allen vier alpinen Disziplinen die Deutsche Meisterschaft gewann.

Hannelore Basler musste wegen starker Rückenprobleme auf die Olympischen Spiele in Squaw Valley verzichten und trat vom aktiven Sport zurück.
Sie war bis 1998 Geschäftsführerin eines Pharma-Betriebes in Eberbach am Neckar.